# انجلهولم

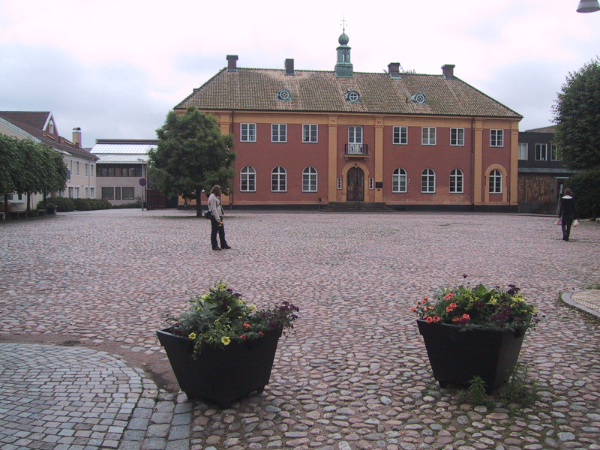
انجلهولم

انجلهولم (بالسويدية: Ängelholm)، مدينة سويدية، عدد سكانها 27500 نسمة في 2015.

## أعلام
- توماس فرنك
- كاي سيغبان
- إريك اولسون
- جيل جونسون
- ستين سامويلسون
- مارتن يوهانسون
- سيباستيان أندرسون